# Arroyo del Cuarto
Arroyo del Cuarto (113) es uno de los barrios en los que se divide administrativamente la ciudad de Málaga, España que pertenece al distrito Cruz de Humilladero. Geográficamente se encuentra situado en un terreno llano, dentro de la vega baja del Guadalhorce, en la parte nororiental del distrito, marcado por el cauce del antiguo arroyo del Cuarto, hoy prácticamente desaparecido y por el cual la barriada lleva su nombre. La mayor parte de urbanizaciones y edificios datan de los años 1970. En este barrio se encuentra también la mezquita de Al-Ándalus que es el templo islámico más grande de Málaga y que fue fundada por el rey Fahd de Arabia Saudí. Según la delimitación oficial del ayuntamiento, limita al norte con Las Chapas, el parque Arroyo del Cuarto y Carlos Haya, todos ellos en el distrito de Bailén-Miraflores; al este con Haza Cuevas y Mármoles, al sur con el Polígono Alameda y al oeste con Carranque.
Originalmente, donde hoy se asienta la barriada era lugar por el que discurría el cauce del arroyo del Cuarto, por el cual el barrio lleva su nombre. En el cauce del Arroyo del Cuarto se llevaron a cabo varias escaramuzas durante la invasión napoleónica. Los primeros asentamientos no llegarían hasta el siglo XX, cuando toda la zona se convierte en un importante núcleo chabolista. En concreto se concentraban 175 chabolas en las que malvivían 800 personas. En 1958 las chabolas se derriban tras el desbordamiento del arroyo y los vecinos son trasladados a la actual barriada de García Grana. Las actuales urbanizaciones se levantan en su mayoría a finales de los años 1960 y principios de los años 1970.
El Arroyo del Cuarto tiene una superficie de 0,17 km² y según datos del ayuntamiento de Málaga, cuenta con una población aproximada a los 3938 habitantes. Arroyo del Cuarto está comunicado al resto de la ciudad mediante la red de autobuses urbanos de la EMT Málaga. 

## Etimología
El Arroyo del Cuarto toma su nombre del arroyo que atravesaba la zona y que era conocido como arroyo del Cuarto. 

## Historia
Donde hoy se asienta la barriada era una zona rural hasta hace relativamente poco. Por ella discurría el antiguo arroyo del Cuarto cuyo cauce ha sido modificado varias veces hasta su abovedamiento final. La primera actuación en el arroyo data del siglo XIX y fue obra del arquitecto Joaquín María Pery, que también había realizado otros proyectos en Málaga como la célebre Farola. La intención de Pery era evitar y sofocar las inundaciones que sufría la ciudad poniendo coto a los arroyos que engrosaban al río Guadalmedina. Estos arroyos eran el arroyo de los Ángeles y el propio arroyo del Cuarto. En las inmediaciones del arroyo del Cuarto y en Miraflores, tuvieron lugar varios enfrentamientos entre franceses y españoles durante la invasión napoleónica. 
Las primeras edificaciones propiamente dichas comienzan a principios del siglo XX. En los años 1920 se podía observar al ganado pastando en las inmediaciones del arroyo. Es tras la Guerra Civil y la posguerra, cuando comienza la degeneración del Arroyo del Cuarto en un núcleo chabolista en el que se levantaban multitud de infraviviendas en las que vivía hacinada la población sin recursos que llegaba a Málaga. En concreto se concentraban 175 chabolas en las que malvivían 800 personas. El gobierno franquista y el ayuntamiento de Málaga, buscaron erradicar el chabolismo con la construcción de nuevas promociones de viviendas como la vecina barriada de Haza Cuevas. Buena parte de las chabolas fueron arrasadas en unas inundaciones provocadas por el desbordamiento del arroyo del Cuarto los días 30 y 31 de octubre, y 1 y 2 de noviembre de 1955. Los bomberos y voluntarios de la Cruz Roja estuvieron casi una semana evacuando a los habitantes. Muchos fueron alojados temporalmente en las dependencias de la antigua Gota de Leche en calle Parras. Para reubicar a los vecinos, se construyó la barriada García Grana, también conocida como el 4 de Diciembre. A finales de los años 1960 la zona carecía de infraestructuras y era conocida por su alto grado de exclusión social y marginalidad. 
De 1973 a 1975, la Feria de Málaga se celebraba en el Arroyo del Cuarto, después de que en su antigua ubicación se construyese el Polígono Alameda. Es durante los años 1970 cuando se termina de construir el grueso de urbanizaciones que forman el barrio. Dichas urbanizaciones se construyeron siguiendo las pautas de las utilizadas en otras zonas de Málaga como la carretera de Cádiz, con bloques de gran altura y caótico esquema viario. Tras el levantamiento de dichas urbanizaciones y bloques de viviendas se puso fin al chabolismo en el barrio.

## Ubicación geográfica
Arroyo del Cuarto, se encuentra situado geográficamente en la vega baja del Guadalhorce en un terreno completamente llano. La zona está marcada por el antiguo cauce del arroyo del Cuarto, que ha causado multitud de inundaciones a lo largo de la historia. Está situado en la zona nororiental del distrito de Cruz de Humilladero, limítrofe con el distrito de Bailén-Miraflores. Delimita con los barrios de Las Chapas, Carlos Haya, Haza Cuevas, Mármoles, Polígono Alameda y Carranque. 
| Noroeste: Carlos Haya | Norte: Las Chapas     | Nordeste: Las Chapas         |
| Oeste: Carranque      |                       | Este: Haza Cuevas y Mármoles |
| Suroeste: Carranque   | Sur: Polígono Alameda | Sureste: Polígono Alameda    |

### Límites
Arroyo del Cuarto está delimitado al norte por la avenida de Carlos Haya y la calle Martínez Maldonado, al este por calle Ingeniero de la Torre Acosta, al sur por la avenida Obispo Ángel Herrera Oria, calle Gustavo García Herrera y calle Pedro Luis Gálvez; y al oeste por el Carril de Santa Rosa y los terrenos entre el instituto Santa Rosa de Lima y el colegio San José.

## Demografía
El barrio contaba en 2020 con una población total de 3938 habitantes.

## Urbanismo
Al contrario que otros barrios de Málaga, el Arroyo del Cuarto no cuenta con uniformidad urbanística, ya que los bloques de viviendas fueron construidos en diferentes años y con promotoras distintas. Los más antiguos son los de calle Aregentea, los cuales fueron construidos en los años 1970 y siguen un estilo similar al de los bloques de Portada Alta. Los equipamientos de las urbanizaciones construidas paulatinamente con el paso de los años fueron mejorando, siendo equipadas con pequeños parques y jardines. 

## Callejero

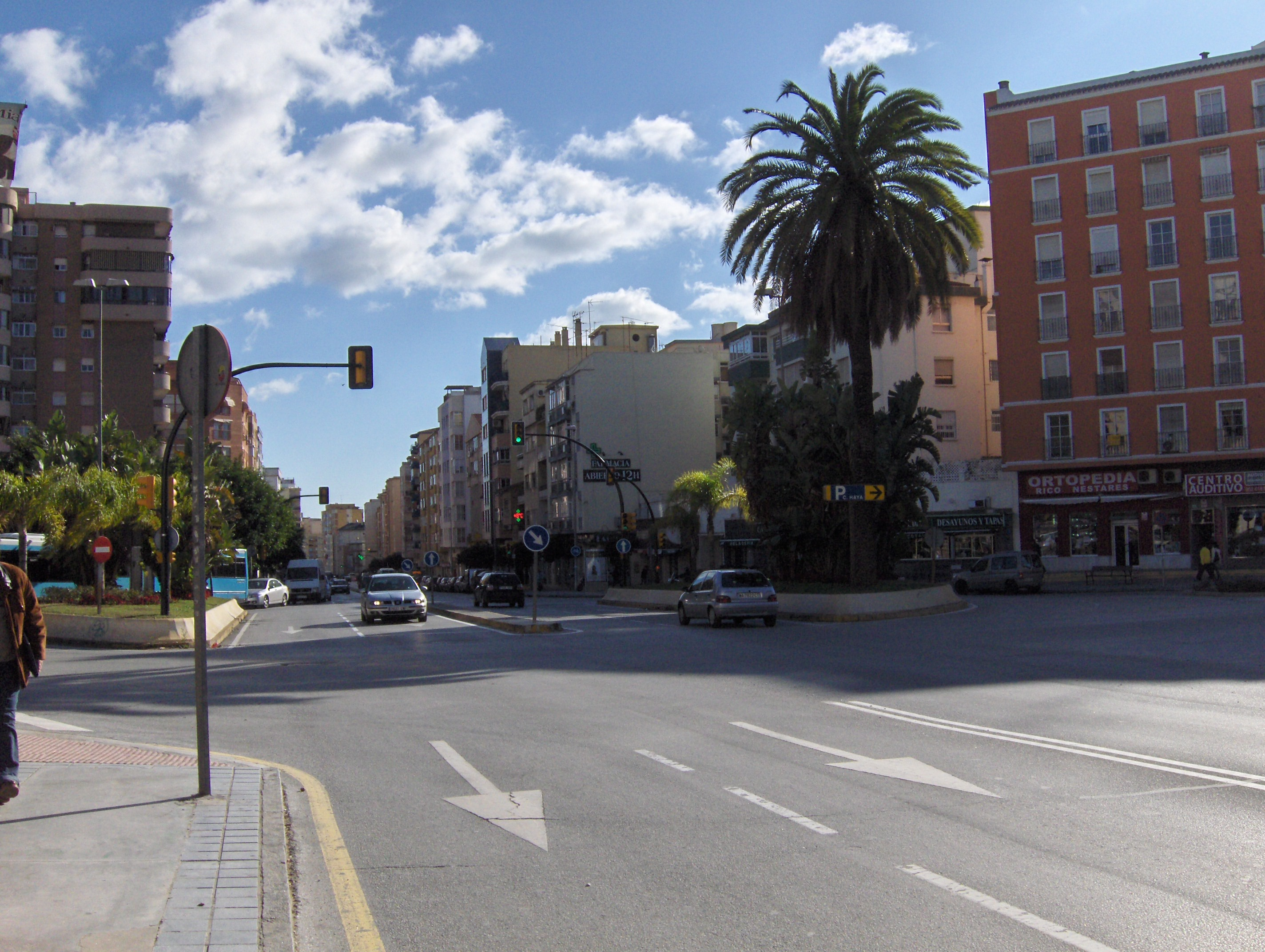
Avenida de Carlos Haya

A diferencia de otros barrios y barriadas de Málaga, el callejero de Arroyo del Cuarto no sigue ninguna temática, sus principales vías, son la avenida Carlos Haya/Martínez Maldonado, la calle Ingeniero de la Torre Acosta y la avenida del Obispo Ángel Herrera Oria, las cuales delimitan el barrio. Dentro del mismo, las principales son calle Francisco de Paula Pareja y calle Simeón Giménez Reyna. Las calles, avenidas y demás vías urbanas del barrio son:
- Calle Alfredo Nobel
- Plaza Aparejador Federico Bermúdez
- Calle Aparejo
- Calle Argentea
- Avenida Carlos Haya
- Calle Conde de Cheste
- Calle Francisco de Paula Pareja
- Calle Gustavo García Herrera
- Pasaje Herrera Oria
- Calle Martínez Maldonado
- Calle Muladíes
- Avenida Obispo Ángel Herrera Oria
- Calle Pedro Luis Gálvez
- Calle Pezuela
- Calle Rosario Gil Montes
- Carril Santa Rosa
- Calle Simeón Giménez Reyna
- Calle Virgen de las Flores

## Lugares de interés

### Mezquita de Málaga
La Mezquita de Málaga, conocida oficialmente como Mezquita de al-Ándalus es un templo islámico que depende junto a la mezquita de Fuengirola y la Centro Cultural Islámico y Mezquita de Madrid de la Fundación Suhail, fundada por el fallecido rey Fahd de Arabia Saudí. Está situado en la calle Ingeniero de la Torre Acosta y cuenta con 4.000 metros cuadrados y dos entradas: una para hombres y otra mujeres. Tiene una capacidad para 1000 personas y es una de las mezquitas más grandes de toda Europa. La elección de la ubicación de la mezquita no es casualidad, pues es el distrito Cruz de Humilladero el que más número de fieles musulmanes concentra en toda Málaga. 

### Campo de fútbol Malaka
El centro deportivo Manuel Benítez García se compone principalmente de un campo de fútbol de hierba artificial en el cual el Malaka C.F. El estadio cuenta con un aforo total de 500 espectadores.

## Infraestructura

### Centros educativos
Enseñanza primaria:
- Colegio "San José"

Enseñanza secundaria:
- Colegio "San José"
- CEPA "Al-Ándalus"
- IES "Sagrado Corazón"

### Centros de salud
Ningún centro de salud se encuentra situado en los límites del barrio, el más cercano es:
- Centro de salud: "Carranque"

El Hospital Regional de Málaga "Carlos Haya" se encuentra además a escasos metros de los límites administrativos del barrio. 

## Transporte

### Autobús urbano
En autobús queda conectado mediante las siguientes líneas de la EMT: 
| Línea | Trayecto                                 | Recorrido | Frecuencia    |
| ----- | ---------------------------------------- | --------- | ------------- |
| C1    | Circular 1                               | Recorrido | 12 minutos    |
| C2    | Circular 2                               | Recorrido | 11-12 minutos |
| 8     | El Palo (P. Virginia) - Hospital Clínico | Recorrido | 18-25 minutos |
| 15    | La Virreina - Santa Paula                | Recorrido | 11-12 minutos |
| 21    | Paseo del Parque - Puerto de la Torre    | Recorrido | 12 minutos    |
| 23    | Paseo del Parque - Parque Cementerio     | Recorrido | 25-30 minutos |
| 38    | Paseo del Parque - Granja Suárez         | Recorrido | 20-25 minutos |
| N2    | Plaza de la Marina - Circular            | Recorrido | 50-55 minutos |